# Азуни, Ларри
Ларри Азуни́ (фр. Larry Azouni; родился 23 марта 1994, Марсель, Франция) — французский и тунисский футболист, опорный полузащитник клуба «Клуб Африкен».

## Клубная карьера
Ларри начал заниматься футболом в возрасте 6 лет в клубе «Бюрель». В 2006 году он присоединился к молодёжной академии «Марселя».
Дебют Ларри на профессиональном уровне пришёлся на последний матч группового этапа Лиги Европы против кипрского АЕЛа. В игре, состоявшейся 6 декабря 2012 года, Азуни вышел на замену на 71 минуте.
2 сентября 2013 года Ларри был отдан в аренду с правом выкупа сроком на один год в «Лорьян». Свой первый матч в Лиге 1 Азуни провёл 4 октября 2013 года против «Бастии». Появившись на поле на 76 минуте вместо Жереми Альядьера, Ларри всего 8 минут спустя был удалён за грубую игру. Азуни также принимал участие в играх «Лорьяна» в Кубке Франции и Кубке французской лиги, однако из обоих соревнований его команда вылетела, проведя по одной встрече.
Летом 2014 года Азуни в статусе свободного агента перешёл в «Ним», с которым подписал контракт на четыре года.

## Карьера в сборной
В 2010 году Азуни провёл два матча за сборную Туниса среди юношей до 16 лет.
В 2012 года Ларри выступал за юношеские сборные Франции. В 2013 году он принял участие в юношеском чемпионате Европы в Литве. На турнире Ларри сыграл в четырёх матчах, в том числе в финальной встрече против сборной Сербии, в которой французы уступили 0:1.